# Geolyces flavimacula
Geolyces flavimacula là một loài bướm đêm trong họ Geometridae.